# Centro Cívico de Santo André
O Centro Cívico de Santo André, também conhecido como Paço Municipal de Santo André, é um espaço público situado na cidade de Santo André, em São Paulo. O espaço, com área de cerca 110.000 m², é o local onde se localizam as sedes dos três poderes do município, isto é, a Prefeitura Municipal, a Câmara dos Vereadores e o Fórum da Comarca de Santo André. No Centro Cívico também está localizado o Centro Cultural, que compreende a Biblioteca Nair Lacerda e o Teatro Municipal Maestro Flavio Florence.
O projeto arquitetônico foi realizado pelo escritório de Rino Levi, enquanto o paisagismo é da autoria de Burle Marx. Em 2013, o Centro Cívico foi tombado pelo Condephaat.

## História

### Projeto

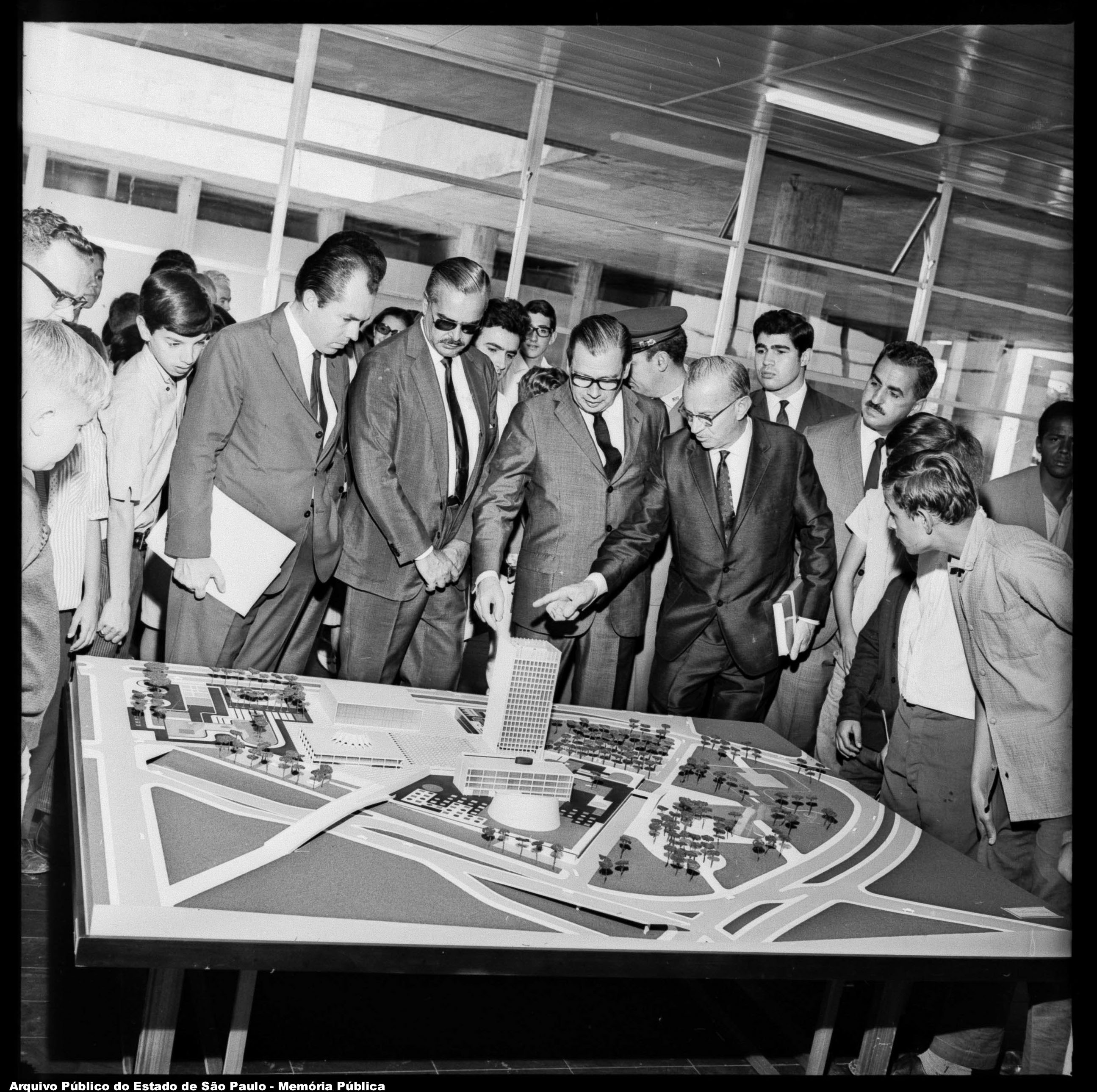
O governador Abreu Sodré e o prefeito de Santo André Fioravante Zampol observam a maquete do projeto do Paço Municipal, 1968.
Arquivo Público do Estado de São Paulo

Em 1948 a prefeitura de Santo André conseguiu desapropriar as últimas áreas remanescentes da Chácara Bastos, adquirida pela família homônima em 1890 e loteada a partir de 1922. No local desapropriado foi criada a Praça IV Centenário, inaugurada em 8 de abril de 1953, durante a comemoração dos 400 anos de Santo André. Durante a gestão de Fioravante Zampol, a Praça IV Centenário foi escolhida para receber o novo Paço Municipal de Santo André. A prefeitura lançou, em parceria com o Instituto de Arquitetos do Brasil, um concurso de arquitetura para a escolha do projeto do novo Paço.
O concurso foi dirigido pelo arquiteto Rubens Carneiro Viana e outros membros da prefeitura e a comissão julgadora foi formada pelos arquitetos  Gian Carlo Gasperini (co-autor do Edifício Barão de Iguape), Osvaldo Arthur Bratke e o engenheiro Rodolpho Mansueto Dini. Foram apresentados projetos dos seguintes arquitetos:
| Arquitetos participantes                                       | Arquitetos participantes                   |
| -------------------------------------------------------------- | ------------------------------------------ |
| Eduardo Kneese de Mello                                        | Jorge Wilheim                              |
| Júlio Neves                                                    | Jorge Bomfim Rodney Guaraldo Toru Kanazawa |
| Rino Levi Roberto Cerqueira Cesar Luiz Roberto Carvalho Franco | Nestor Lindenberg                          |
| Max Hans Fortner                                               |                                            |

O projeto liderado por Rino Levi foi declarado vencedor em março de 1965, recebendo uma ajuda de custo do IAB de 1,9 milhão de cruzeiros. Inicialmente o projeto do novo Paço Municipal iria abrigar apenas equipamentos dos poderes executivo e legislativo. Um pleito do poder judiciário obrigou a implantação do novo fórum, projetado pelo arquiteto Jorge Bomfim e incorporado posteriormente ao novo Paço através de um convênio entre a prefeitura e o governo do estado.

### Obras e inauguração
A contratação das obras foi marcada por uma disputa judicial, que provocou a impugnação da primeira licitação, obrigando a realização de uma segunda licitação. Nela participaram as empresas construtoras CCA, ECISA, Heleno e Fonseca e Ribeiro Franco.
As obras foram iniciadas em 1966, com a primeira etapa inaugurada em 8 de abril de 1969, como parte das comemorações dos 416 anos de Santo André. Até aquele momento, as obras haviam consumido 17 milhões de cruzeiros novos. A última etapa, que consistia no fórum, teve suas obras contratadas em meados de 1970 e previsão de entrega para dezembro de 1972. Atrasos nas obras, porém, fizeram com que o fórum de Santo André fosse inaugurado apenas em 22 de agosto de 1974.

## Obras de arte
- Tapeçaria (1969), de Roberto Burle Marx. Tapeçaria de 26,36m de comprimento por 3,27m de largura.[15]

- Tríptico (1970), de Roberto Burle Marx. Composto por três painéis de concreto de 3,40 m de largura e comprimentos variáveis de 11,70 m, 10 m e 7,74 m.[16]

- Monumento ao Trabalhador (2013), de Tomie Ohtake. Escultura de aço carbono, revestida com pintura automotiva. Possui 15 toneladas, 6 metros de largura X 12 metros de altura X 2,5 de profundidade, pesando 15 toneladas. Doada pelo Sindicato dos Metalúrgicos de Santo André.[17]